# Schoeps (Unternehmen)
Koordinaten: 49° 0′ 1,5″ N, 8° 28′ 11,4″ O
Die Schalltechnik Dr.-Ing. Schoeps GmbH, kurz Schoeps, ist ein deutscher Hersteller von Mikrofonen. Charakteristisch für die Firma sind Kondensatormikrofone kleiner Bauart (sogenannte Kleinmembran-Kondensatormikrofone) sowie Mikrofone mit integriertem AD-Wandlern. Schoeps-Mikrofone werden in Film, Rundfunk und Fernsehen eingesetzt und zur Aufzeichnung klassischer Musik und bei dokumentarischen Aufnahmen verwendet.

## Geschichte
Die Firma wurde im März 1948 in Karlsruhe-Durlach von Karl Schoeps gegründet. Der erste Leitende Techniker der Firma war Wilhelm Küsters. Schoeps und Küsters waren Absolventen des Studiengangs Nachrichtentechnik an der TH Karlsruhe. Erst 1956 wurde die Firma in das Handelsregister eingetragen, 1978 firmierte die Firma zur GmbH um. Ende 1993 starb Karl Schoeps und sein Sohn Ulrich Schoeps übernahm die Firmenleitung.
Auch wenn schon im Gründungsjahr das erste Kondensatormikrofon CMV 50/2 gebaut wurde, befasste Schoeps sich in der Anfangszeit vorwiegend mit Berechnungen für Kino-Beschallungsanlagen. Zeitweise fertigte die Firma auch Tonbandgeräte in kleinen Stückzahlen. In den 1950er Jahren gewann die Produktion von Mikrofonen zunehmend an Bedeutung. Aufgrund guter Geschäftsbeziehungen zum französischen Rundfunk wurde ein Großteil der Produktion nach Frankreich exportiert. Nach dem Tod von Wilhelm Küsters wurde Jörg Wuttke 1971 Technischer Direktor und sorgte für Innovationen in der Mikrofonentwicklung. Schoeps konnte seine Position auch auf dem heimischen Markt festigen und ausbauen. 1997 begann die Entwicklung von Mikrofonen mit integriertem AD-Wandlern, sogenannte Digitalmikrofone. Schoeps ist ein mittelständisches Unternehmen mit rund 40 Angestellten in Karlsruhe mit nahezu ausschließlich manueller Fertigung.
2016 veranstaltete Schoeps gemeinsam mit dem Verband Deutscher Tonmeister erstmals ein zweitägiges „MikroForum“ mit zahlreichen Vorträgen und Begleitprogramm. Die Fachtagung mit Vorträgen, Workshops und einer Ausstellung mit Firmen aus dem Pro-Audio-Bereich wird 2018 im Schloss Karlsburg und am Firmensitz in Karlsruhe-Durlach ausgerichtet.

## Technische Entwicklungen

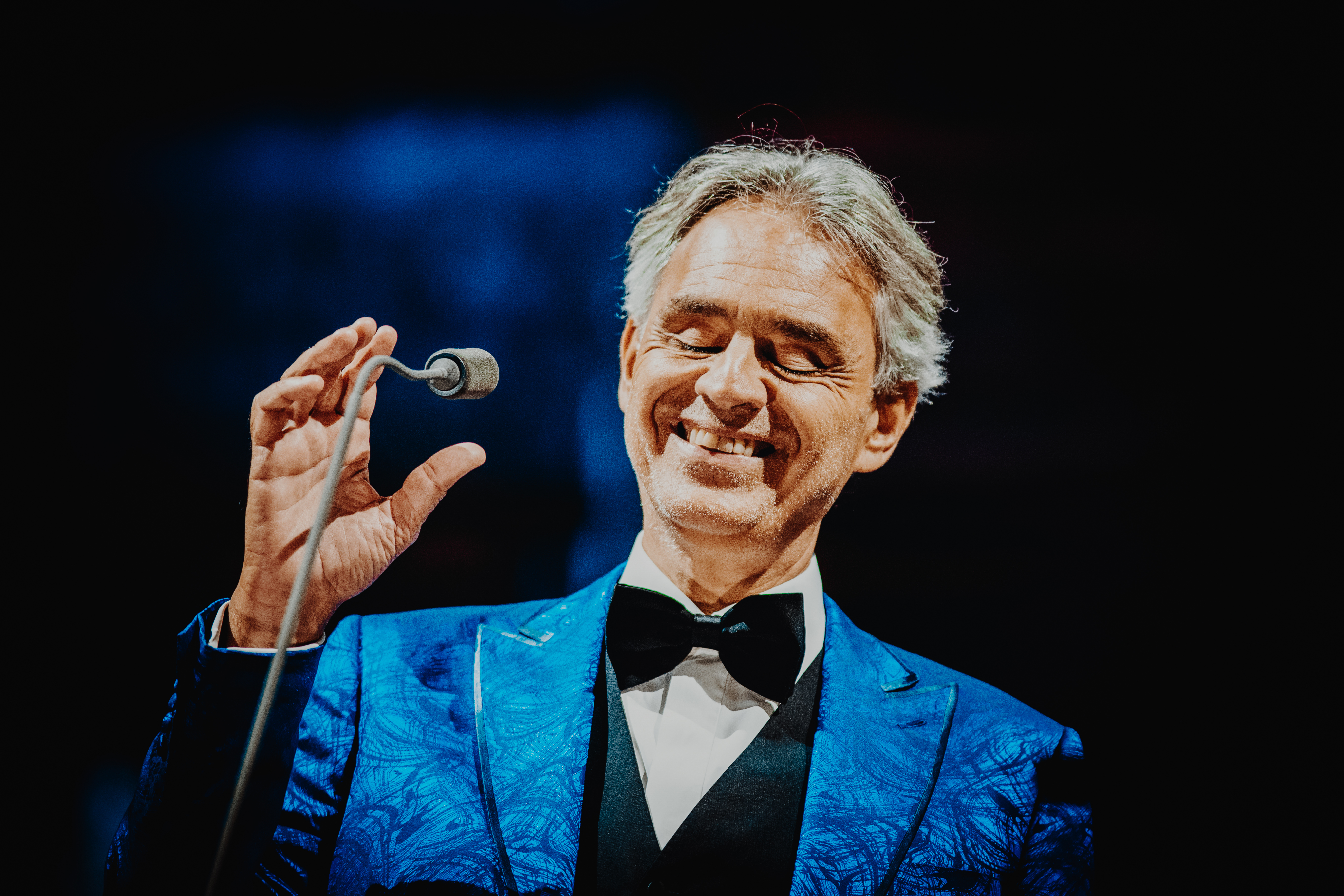
Andrea Bocelli mit einem Colette-Mikrofon bei einem Live-Konzert

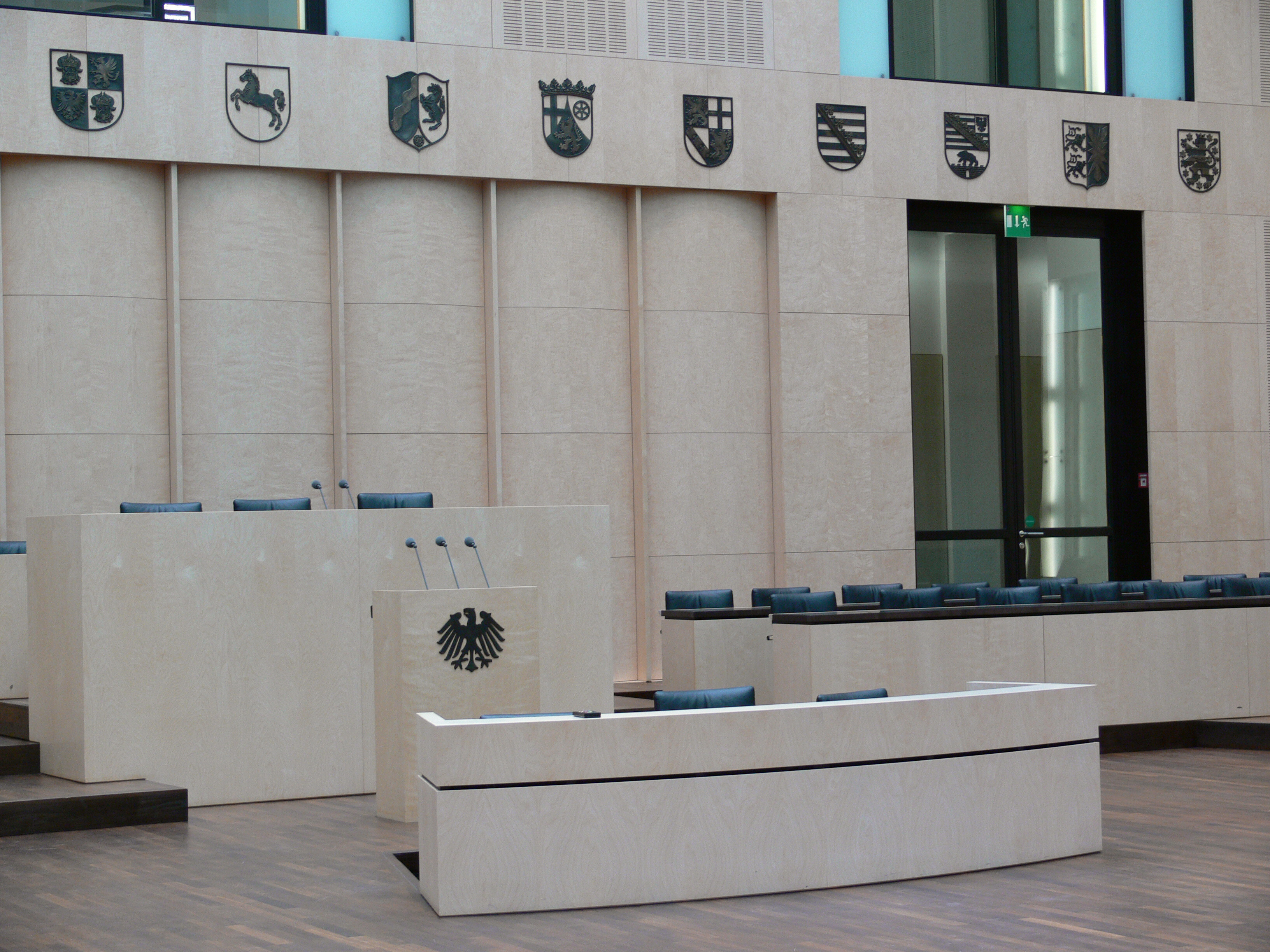
Drei Mikrofone aus der Colette-Serie am Rednerpult des Bundesrats

1964 brachte Schoeps mit dem CMT 20 das erste transistorisierte Kondensatormikrofon mit Phantomspeisung heraus. 1973 kam die Colette-Serie heraus, ein modulares System, bei dem der Mikrofonverstärker von der Schallkapsel getrennt werden kann, wodurch der sichtbare Teil des Mikrofons deutlich kleiner wird. 1994 stellte Schoeps mit den CCM-Kompakt-Mikrofonen die kleinsten klassischen Kondensatormikrofone mit symmetrischem Ausgang vor. Seit 2003 sind spezielle Mikrofonsets, Software und Zubehör für Surround-Aufnahmen lieferbar. 2013 stellte Schoeps mit dem V4 U ein für Vokalaufnahmen konzipiertes Kleinmembran-Kondensatormikrofon vor, das durch eine Ringscheibe um die Kapsel den von Großmembran-Kondensatormikrofonen bekannten Druckstaueffekt nutzt.
Schoeps-Mikrofone werden von den Nachrichtensendungen Tagesschau und heute sowie dem Deutschen Bundestag, dem Bundesrat und einigen Länderparlamenten eingesetzt. Ab 2005 verwendete die Harald Schmidt Show Schoeps-Mikrofone für Gäste. 2012 wurde die Berliner Philharmonie für den Livestream der Digital Concert Hall mit Mikrofonen von Schoeps ausgestattet. 2014 lieferte Schoeps die Surround-Hauptmikrofone sowie Stereo- und Einzelmikrofone für die Fußball-Weltmeisterschaft in Brasilien.